# Hannah Bell
Hannah E. Bell, née le 9 août 1969 à Farnborough, est une femme politique canadienne. 
Elle représente la circonscription de Charlottetown-Parkdale à l'Assemblée législative de l'Île-du-Prince-Édouard, où elle a été élue lors de l'élection partielle du lundi 27 novembre 2017, devenant la deuxième députée du Parti vert de l'Île-du-Prince-Édouard,.